# Ward McAllister
Samuel Ward McAllister (Savannah, 28 dicembre 1827 – New York, 31 gennaio 1895) fu un noto arbitro del gusto sociale durante l’età dorata degli Stati Uniti, ampiamente riconosciuto come l’autorità in grado di stabilire quali famiglie potessero essere considerate l’élite della società newyorkese (i Quattrocento). Le sue classifiche furono messe in discussione da coloro che ne erano stati esclusi, e fu notata una certa motivazione autocelebrativa nelle sue azioni.

## Infanzia e giovinezza
Samuel Ward McAllister nacque da una famiglia giuridicamente influente e socialmente prominente di Savannah, in Georgia. I suoi genitori erano Matthew Hall McAllister (1800–1865) e Louisa Charlotte (nata Cutler) McAllister (1801–1869).
Attraverso sua zia materna, Julia Rush Cutler, e suo marito, Samuel Ward, McAllister era cugino di primo grado di Julia Ward Howe e di Samuel Cutler Ward, il lobbista la cui prima moglie, Emily Astor, era figlia di William Backhouse Astor Sr. e nipote di John Jacob Astor. I suoi nonni materni erano Benjamin Clark Cutler, sceriffo della contea di Norfolk, e Sarah (nata Mitchell) Cutler.
Nel 1850, McAllister si recò in California con suo padre durante la corsa all’oro e divenne uno dei soci dello studio legale McAllister & Sons.

## La società newyorkese
McAllister scrisse che, dopo il suo matrimonio nel 1853, acquistò una fattoria sulla baia di Narragansett, piantò alberi e partì per un viaggio di tre anni attraverso le grandi città e le stazioni termali europee — Bath, Pau, Bad Nauheim e simili — dove osservò i comportamenti degli americani facoltosi e dell’aristocrazia titolata. Rientrò a New York con la moglie e i due figli piccoli il 15 ottobre 1858. Sfruttando la ricchezza della moglie e le proprie conoscenze sociali, cercò di diventare un punto di riferimento per il gusto tra la cosiddetta "Knickerbocracy", un insieme di famiglie di mercanti e proprietari terrieri che vantavano origini risalenti ai tempi della colonia di Nuova Amsterdam. Più di ogni altra cosa, McAllister desiderava ottenere il riconoscimento sociale da parte di ciò che lui stesso definiva il Ton, ovvero l'élite della società.
Sebbene il suo elenco fosse presentato come un indice delle migliori famiglie di New York, esso appariva sospettosamente sbilanciato a favore di industriali nouveau riche e di suoi alleati del Sud, in cerca di un nuovo inizio nella capitale finanziaria della nazione dopo la guerra civile americana. All’apice della sua influenza, si riferiva alla sua mecenate, Caroline Astor, come alla sua “Rosa Mistica”. Fu uno dei primi villeggianti estivi di Newport, Rhode Island, e fu in gran parte responsabile della trasformazione della cittadina in una Mecca per i ricchi edonisti e attenti allo status dell’età dorata. La sua abilità nell’organizzare feste e picnic lo rese ben presto una figura adorata dall’alta società.
Tra coloro che McAllister cercò di escludere dal ristretto cerchio dei Quattrocento vi erano i numerosi nuovi ricchi provenienti dal Midwest, giunti a New York in cerca di riconoscimento sociale. Nel 1893, scrisse una rubrica sulla'Esposizione Mondiale Colombiana, in cui affermava che, se le dame dell’alta società di Chicago volevano essere prese sul serio, avrebbero dovuto assumere chef francesi e “non raffredare troppo il vino”. Il Chicago Journal rispose così:
“Il sindaco non raffredderà troppo il suo vino. Lo raffredderà quel tanto che basta perché gli ospiti possano soffiare via la schiuma dai bicchieri — senza dover mettere in scena qualche grossolana dimostrazione di forza polmonare e mobilità labiale. I suoi panini al prosciutto, le ciambelle fritte, e... i piedini di porco saranno trionfi assoluti dell’arte culinaria.”
La rovina di McAllister arrivò nel 1890, quando pubblicò un libro di memorie intitolato “La società come l’ho conosciuta”. Il libro, insieme alla sua smania di apparire sui giornali, non fece che alienargli ulteriormente i rappresentanti della vecchia guardia, i quali tenevano molto alla propria riservatezza in un’epoca in cui i milionari erano l’equivalente delle odierne star del cinema.

### “I Quattrocento”
McAllister coniò l’espressione “I Quattrocento” affermando che a New York vi erano “solo 400 persone davvero appartenenti all’alta società”. Secondo lui, si trattava delle uniche persone che contavano veramente nella vita mondana newyorkese, coloro che si sentivano a proprio agio nelle sale da ballo dell’élite. “Se si va oltre quel numero”, avvertiva, “si incontrano persone che o non si sentono a proprio agio a un ballo, oppure mettono a disagio gli altri”. Il numero era comunemente ritenuto essere la capienza della sala da ballo di Caroline Schermerhorn Astor. Le sontuose feste venivano organizzate nella sua residenza, la villa degli Astor.
Il 16 febbraio 1892, McAllister pubblicò la lista ufficiale dei Quattrocento sul The New York Times. Il titolo del libro The Four Million di O. Henry fu una risposta ironica a questa definizione, esprimendo l’idea dell’autore che ogni essere umano a New York fosse degno di considerazione.

### Società dei Patriarchi
Nel 1872, McAllister fondò la Società dei Patriarchi, un gruppo composto da 25 gentiluomini dell’alta società newyorkese. I membri erano scelti perché ritenuti “uomini rappresentativi di valore, rispettabilità e responsabilità”. A partire dalla stagione 1885–1886,  la Società organizzò ogni anno un ballo noto come il ballo dei Patriarchi, al quale ciascun membro poteva invitare quattro signore e cinque signori, stabilendo così implicitamente la loro idoneità a far parte della società bene. Il primo ballo dei Patriarchi si tenne presso il celebre ristorante Delmonico's, e gli eventi, per i quali era estremamente difficile ottenere un invito, ricevettero ampia copertura dalla stampa. Il ballo dei Patriarchi ispirò altri balli simili, tra cui il ballo di Ihpetonga, considerato “l’evento sociale più importante della stagione a Brooklyn”.
La Società si sciolse due anni dopo la morte di McAllister, nel 1897, per mancanza di interesse.

## Vita privata
Il 15 marzo 1853, McAllister sposò Sarah Taintor Gibbons (1829–1909), un’ereditiera nata in Georgia che all’epoca viveva a Madison, nel New Jersey. Era figlia di William Gibbons (1794–1852) e Abigail Louisa (nata Taintor) Gibbons (1791–1844). Il nonno di Sarah, Thomas Gibbons, fu un noto politico, avvocato e proprietario di battelli a vapore. Il padre di Sarah fece costruire la Gibbons Mansion a Madison, che, dopo la sua morte, fu venduta dal fratello di Sarah a Daniel Drew. Quest’ultimo donò la proprietà per la fondazione del Drew Theological Seminary, oggi noto come Drew University.
Ward e Sarah ebbero insieme i seguenti figli:
- Louise Ward McAllister (1854–1923),[34][35] che nel 1920 sposò A. Nelson Lewis, linguista e proprietario della tenuta di 600 acri “old Lewis estate” a Havre de Grace, nel Maryland, in possesso della famiglia fin dal 1806.[36] She was engaged to George Barclay Ward (1845–1906)[37] Al momento della morte di George Barclay Ward (1845–1906),[37] nel 1907, risultava fidanzata con lui.[38]
- Ward McAllister Jr. (1855–1908), laureato alla Harvard Law School nel 1880,[39][40] divenne avvocato a San Francisco e fu il primo giudice federale del distretto per il Territorio dell'Alaska a partire dal 1884.[41][42] Fu responsabile dell’arresto del missionario Sheldon Jackson.[43][44][45]
- Heyward Hall McAllister (1859–1925),[42] che nel 1892 sposò Janie Champion Garmany (nata nel 1867)[46], originaria di Savannah.[47] Il loro matrimonio fu oggetto di un piccolo scandalo, poiché si scoprì che si erano sposati in segreto tre volte: nel 1884, nel 1887 e infine pubblicamente nel 1892.[48][49] In seguito divorziarono,[50] e Heyward si risposò nel 1908 con Melanie Jeanne Renke (†1939),[51] una donna francese che non parlava inglese.[42]

## Morte
Ward McAllister morì nel gennaio del 1895 mentre cenava da solo, in disgrazia sociale a causa dei suoi scritti, presso lo Union Club di New York. Il funerale si tenne il 5 febbraio 1895 e fu molto partecipato da esponenti di spicco della società dell’epoca, tra cui Chauncey Depew e Cornelius Vanderbilt II. McAllister è sepolto nel Cimitero di Green-Wood di Brooklyn, New York.
Nel 1907, sua moglie Sarah fu descritta come invalida da 25 anni.

## Nella cultura popolare
Ward McAllister è interpretato da Nathan Lane nella serie televisiva americana The Gilded Age.